# Campionati oceaniani di ciclismo su strada - Cronometro maschile junior
La Cronometro maschile Junior è una delle prove disputate durante i campionati oceaniani di ciclismo su strada. Inserita per la prima volta nel 2005 nel programma dei campionati, la corsa si disputa regolarmente, con la sola eccezione del biennio 2020-21, quando venne annullata a causa della pandemia da COVID-19.

## Albo d'oro
Aggiornato all'edizione 2023.
| Anno      | Vincitore                                        | Secondo                                          | Terzo                                            |
| --------- | ------------------------------------------------ | ------------------------------------------------ | ------------------------------------------------ |
| 2005      | Jesse Sergent                                    | Blair Cooper                                     | Pip Grinter                                      |
| 2008      | Alex Mcgregor                                    | Ruaraidh McLeod                                  | Matt Marshall                                    |
| 2009      | Aaron Donnelly                                   | Michael Phelan                                   | Patrick Bevin                                    |
| 2010      | Andrew Van Der Hayden                            | Patrick Jones                                    | Kirk Hamilton                                    |
| 2011      | Nick Schultz                                     | David Edwards                                    | Alexander Morgan                                 |
| 2012      | Alexander Morgan                                 | Nick Bain                                        | Miles Scotson                                    |
| 2013      | Thomas Kaesler                                   | Oscar Stevenson                                  | James Thompson                                   |
| 2014      | Michael Storer                                   | Daniel Fitter                                    | Rohan Wight                                      |
| 2015      | Michael Storer                                   | Keagan Girdlestone                               | Robert Stannard                                  |
| 2016      | Harry Sweeny                                     | James Fouche                                     | Robert Stannard                                  |
| 2017      | Sebastian Berwick                                | Thomas Jones                                     | Mitchell Wright                                  |
| 2018      | Lucas Plapp                                      | Finn Fisher-Black                                | Tyler Lindorff                                   |
| 2019      | Finn Fisher-Black                                | Laurence Pithie                                  | Alexander White                                  |
| 2020-2021 | non disputata a causa della pandemia di COVID-19 | non disputata a causa della pandemia di COVID-19 | non disputata a causa della pandemia di COVID-19 |
| 2022      | William Eaves                                    | Tyler Tomkinson                                  | Oscar Chamberlain                                |
| 2023      | Wil Holmes                                       | Joshua Cranage                                   | Noah Hollamby                                    |

## Medagliere
| Pos.   | Nazione       | Oro | Argento | Bronzo |    |
| ------ | ------------- | --- | ------- | ------ | -- |
| 1      | Australia     | 11  | 8       | 10     | 29 |
| 2      | Nuova Zelanda | 4   | 6       | 5      | 15 |
| Totale | Totale        | 15  | 15      | 15     | 45 |